# Giorgio Eugenio Oscare Giacaglia
Giorgio Eugenio Oscare Giacaglia (Gênova, 28 de março de 1935 – novembro de 2021) foi um cientista, físico, engenheiro e professor universitário italiano que viveu no Brasil.
Foi professor emérito da Universidade de São Paulo e também atuou como pesquisador e professor na Universidade do Texas, nos Estados Unidos. Finalmente foi docente da Universidade de Taubaté e ocupou o cargo de coordenador do Programa de Pós-Graduação em Engenharia Mecânica da instituição.

## Vida e formação
Nascido na Itália, Giacaglia foi ainda criança para o Brasil com os pais, onde concluiu os estudos básicos e iniciou a vida acadêmica. Na década de 1950, ingressou na Universidade de São Paulo, se graduando como bacharel e licenciado em física em 1958 como bolsista do CNPq. Em 1960, gradua-se na mesma instituição como engenheiro metalúrgico, sendo bolsista pela CAPES. Em 1962 obteve o mestrado e em 1967 o doutorado em Engenharia Mecânica pela Universidade de São Paulo. Em 1965 tornou-se PhD em Mecânica Celestial pela Yale University, nos Estados Unidos. Em 1968 se tornou livre docente pela USP.

## Estudos
Giorgio Giacaglia possuiu vários estudos nas áreas da engenharia mecânica, mecânica celestial e física, sendo considerado um dos principais nomes das Ciências exatas no Brasil e na América Latina.
Giacaglia adquiriu fama fora do meio científico em 1974 ao afirmar em reportagem e em artigo publicados pelo jornal O Estado de S. Paulo, que o planeta apresentava um ciclo de resfriamento. Na época, ele ocupava o cargo de diretor do Instituto de Astronomia, Geofísica e Ciências Atmosféricas (IAG) da USP e havia publicado uma síntese dos seus estudos com conlusões que vieram a se confirmar por estudos realizados na última década mediante a reconstrução por modelos do clima do último milênio. Giacaglia chamava a atenção para o aquecimento iniciado ainda no século XIX e que se prolongou na primeira metade do século XX, que foi seguido por um resfriamento a partir de 1945 e que até aquele momento perdurava.
Giacaglia foi um dos primeiros cientistas a notar o fenômeno que, em 1997, seria descoberto por Steven Hare e Yuan Zhang, a Oscilação Decadal do Pacífico.
Dentre os livros e estudos que publicou, Giacaglia destaca em seu Currículo Lattes os seguintes:
- Vibrações em Sistemas Mecânicos - Sistemas Não Lineares, publicado pelo INPE 2006
- Projeto de Sistemas Elásticos, publicado pela UNITAU em 2006
- Inovação Tecnológica na Prática, 2005
- 1st International Congress University Industry Cooperation - UNINDU 2005
- Física - teoria e prática. 2003
- Desenvolvimento de Projetos Educacionais na Sala de Aula, 2003
- Antonio Fernando Bertachini de Almeida Prado, publicado pelo INPE e pelo Ministério da Ciência e Tecnologia em 2003
- Antonio Fernando Bertachini de Almeida Prado . Vibrações em Sistemas Mecânicos - Sistemas Lineares, 2003
- Universo Estelar, 2001
- Mecânica, 1985
- Vetores e Geometria Analítica - Elementos de Álgebra Linear, 1983
- Mecânica Geral, 1982
- Mecânica Analitica, 1978
- Problemas de Mecânica Geral, 1976
- Satellite Dynamics. 1. ed. Berlim: Springer Verlag Berlin, 1975
- Perturbation Methods In Nonlinear Systems.

Periodic Orbits, Stability and Resonances, 1969
- Sistemas Dinâmicos Não Integráveis, 1967
- Evaluation of Methods of Integration by Series in Celestial Mechanics, 1965

## Prêmios e cargos
Oscare foi membro da Academia Brasileira de Ciências desde 1972  e membro fundador da Academia de Ciências do Estado de São Paulo. Desde 1972 foi membro efetivo do Comitê de Mecânica Celeste da União Astronômica Internacional. Além disso, foi membro do American Institute of Aeronautics and Astronautics - AIAA e da Agência Espacial Brasileira.
Como pesquisador e cientista, Giacaglia venceu quatro vezes o Prêmio Universidade Tigre (nos anos 2000, 2002 e 2003, sendo este último em duas categorias), três vezes o Prêmio Falcão Bauer (2005, vencedor em duas categorias) e uma vez o Prêmio Santander Banespa de Empreendedorismo (em 2005).
Por fim, o professor Giacaglia ainda foi o primeiro tutor do Programa Especial de Treinamento (atualmente chamado de Programa de Educação Tutorial) da Engenharia Mecânica na Escola Politécnica da Universidade de São Paulo.

## Morte
Morreu em novembro de 2021.